# Изолиније
Изолиније (грч. isos - једнак) су линије једнаких вредности или значења на карти, вертикалном пресеку или графикону. To су криве дуж чије непрекидно поље има константну вредност. Изолиније показују везе између два места која деле заједничку вредност. Користе се за картирање распрострањености различитих елемената. Највише се користе изохипсе, линије које на топографским картама спајају тачке које имају исту вредност надморске висине (у метрима).
У картографији, линија контуре (која се често назива само „контура“) спаја тачке једнаке надморске висине (елевације) изнад датог нивоа, као што је средњи ниво мора. Контурна карта је карта илустрована контурним линијама, на пример топографска карта, која на тај начин приказује долине и брда, као и стрмине или благе падине. Контурни интервал контурне карте је разлика у надморској висини између узастопних контурних линија.
Градијент функције је увек окомит на контурне линије. Када су линије близу једна другој, величина градијента је велика: варијација је стрма. Скуп нивоа је генерализација линије контуре за функције било ког броја променљивих.
Контурне линије су закривљене, равне или мешавина обе линије на мапи које описују пресек стварне или хипотетичке површине са једном или више хоризонталних равни. Конфигурација ових контура омогућава читаоцима мапа да изведу закључак о параметру релативног градијента и процене тај параметар на одређеним местима. Контурне линије могу се пратити на видљивом тродимензионалном моделу површине, као када фотограметриста који гледа стерео-модел исцртава контуре надморске висине, или се могу интерполирати из процењених кота површине, као када компјутерски програм провлачи контуре кроз мрежу посматрања тачке тежишта површина. У последњем случају, метода интерполације утиче на поузданост појединачних изолинија и њихов приказ нагиба, јама и врхова.

## Подела
Изолиније се условно могу поделити на неколико група, а то се односи на области у којима се користе — геологија, климатологија, геоморфологија итд.
Изолиније често добијају специфична имена која почињу са „изо-“ у складу са природом променљиве која се картира, иако се у многим употребама реч „контурна линија“ најчешће користи. Одређена имена су најчешћа у метеорологији, где се истовремено може прегледати више мапа са различитим променљивим. Генерално, изолинија је линија дуж које се нека променљива држи константном. Уобичајена контурна карта је топографска карта која користи контурне линије – изохипсе за приказ надморске висине из које се могу извести нагиб терена и попречни профил, интервал и еквидистанца.  Када су линије близу једна друге, нагиб терена је стрм. Интервал контура топографске карте је разлика у надморској висини између узастопних контурних линија. Контурне карте такође се могу користити за приказ различитих феномена као што су падавине, температура, атмосферски притисак или сунчево зрачење. Мапе метеоролошких контура могу представљати прикупљене податке попут стварног ваздушног притиска у одређеном тренутку или уопштене податке попут просечног притиска током одређеног временског периода или прогнозиране податке као што је предвиђени ваздушни притисак у неком тренутку у будућности. Термодинамички дијаграми користе вишеструке преклапајуће контуре (укључујући изобаре и изотерме) да би приказали слику главних термодинамичких фактора у временском систему.
Неке од изолинија које се користе у сфери географије су: 
- ИЗОАМПЛИТУДЕ (грч. Isos – једнак и лат. Amplitudo – величина) изолиније које одржавају амплитуду измена неког од метеоролошких елемената за одређени период времена.
- ИЗОАНЕМОНЕ (грч. Isos – једнак и anemos – ветар) изолиније на карти једнаких значења средине годишње брзине ветра.
- ИЗОАНОМАЛЕ (грч. Isos – једнак и anomalos – који одступа од норме) изолиније које карактеришу одступање дате величине од вредности која је прихваћена за норму.
- ИЗОАНТЕ (грч. Isos – једнак и anthos – цвет) линије које на карти повезују тачке с истовременим цветањем неких биљака.
- ИЗОБАЗЕ (грч. Isos – једнак и basis – кретање, оснивање) линије на географској карти које спајају тачке Земљине површине које су услед тектонских покрета доживеле за исти временски размак једнако издизање и/или спуштање.
- ИЗОБАРЕ (грч. Isos – једнак и baros – тежина) линије које на картама повезују сва места с једнаким ваздушним притиском.
- ИЗОБАТЕ (грч. Isos – једнак и bathos - дубина) - линије које повезују тачке воденог басена које имају једнаку дубину.
- ИЗОГОНЕ (грч. Isos – једнак и gonia – угао) линије које карактеришу оријентацију неке физичке величине.
- ИЗОДЕНСЕ (грч. Isos – једнак и densus – чврст, збијен) изолиније на карти густине ваздуха, стена.
- ИЗОДИНАМЕ (грч. Isos – једнак и dynamis – сила) изолиније пуног напона магнетног поља или његових компонената.
- ИЗОКЛИНЕ (грч. Isos – једнак и klino – нагињем се) изолиније магнетске деклинације.
- ИЗОМАРИТИМЕ (грч. Isos – једнак и maritimus – морски) линије које повезују тачке једнаке удаљености од морске обале.
- ИЗОНЕФЕ (грч. Isos – једнак и nephos – облак) – спајају места с једнаком облачношћу у одређеном периоду.
- ИЗОПАГЕ (грч. Isos – једнак и pagos – лед) изолиније на карти трајања леденог покривача на воденим басенима.
- ИЗОПАХИТЕ (грч. Isos – једнак и pachys – дебео) изолиније моћности геолошких наслага неке старости или састава.
- ИЗОПЕКТИКЕ (грч. Isos – једнак и pektos – отврднути) изолиније на карти датума замрзавања воде.
- ИЗОПИКНЕ (грч. Isos – једнак и pyknos – густи) изолиније на карти густине морске воде.
- ИЗОПЛЕТЕ (грч. Isoplethes – једнак по броју) изолиније неке физичке величине које је изражавају као фунцију двеју променљивих.
- ИЗОСЕИСТЕ (грч. Isos – једнак и seistor – поколебани) изолиније интензивности земљотреса.
- ИЗОТАХЕ (грч. Isos – једнак и tachos – брзина) изолиније на карти једнаких брзина.
- ИЗОТЕРМЕ (грч. Isos – једнак и therme – топлота) изолиније температура.
- ИЗОТЕРМОБАТЕ (грч. Isos – једнак и therme – топлота и bathos – дубина) изолиније температуре воде на вертикалним пресецима воденог слоја језера, мора и океана.
- ИЗОФЕНЕ (грч. Isos – једнак и phaino – јављам) изолиније на карти истовременог наступања временске сезоне.
- ИЗОФРОНТИНЕ (грч. Isos – једнак и frons – чело) линије које повезују тачке једнаке удаљености од државе или неке друге административно-политичке границе.
- ИЗОХАЛИНЕ (грч. Isos – једнак и hals – со) линије које повезују тачке једнаке сланости воде.
- ИЗОХИЈЕТЕ (грч. Isos – једнак и hyetos –киша) линије количина падавина у јединици времена.
- ИЗОХИОНЕ (грч. Isos – једнак и chion – снег) изолиније на карти висине снежне границе.
- ИЗОХИПСЕ (грч. Isos – једнак и hypsos – висина) изолиније једнаких апсолутних висина Земље.
- ИЗОХРОНЕ (грч. Isos – једнак и chronos – време) изолиније истовременог наступања одређене појаве.
- ИЗОХЕЛЕ Линије које на метеоролошкој карти спајају све тачке са истом количином сунчеве светлости.

## Медицина
Различите медицинске дисциплине, попут онкологије, користе изолиније да би показале податке добијене тестовима и табелама. На пример, криве изодозе су линије које спајају тачке једнаке процентне дубинске дозе и користе се за мерење интензитета зрачења и за приказивање варијација у брзинама апсорбоване дозе и упоређивању са предвиђеним стопама апсорбоване дозе.

## Фактори техничке конструкције
Традиционално је свака пета или десета контура симболизована дебљом линијом или другачијом бојом од оних контура које се појављују између. Разлика у ширини линија и боја омогућава брзе прорачуне нагиба и лаку визуелну интерпретацију. Дакле, сврха и публика неке карте ће одредити која од ових метода ће бити извршена. Ако су контуре у реду за неку карту, може се размотрити спајање хипсометријским нијансирањем (осенчена контурна карта или осенчена изолинијска карта), што је заправо само начин да се каже да се могу обојити линије контура како би се пружили додатнi знакови гледаоцу који нема искуства са контурама. Да би се повећала читљивост контурних карата, креатору карте је на располагању неколико избора дизајна, првенствено тежина линије, боја линије, врста линије и начин нумеричког обележавања.
Тежина линије је дебљина линије која се користи. Треба одабрати најмањи наметљиви облик контура који читаоцу омогућавају дешифровање позадинских информација. Ако је на основној мапи мало или нимало садржаја, контурне линије могу се повући релативно велике дебљине. За многе облике контура, попут топографских карата, уобичајено је да варира тежина линије и / или боја, тако да се за одређене нумеричке вредности јављају различите карактеристике линија. На пример, топографској карти, надморска висина од стотину метара приказана је у различитој тежини од интервала од двадесет метара.

## Означавање контурних мапа
Ознаке су критична компонента висинских карата. Правилно означена контурна карта помаже читаоцу да брзо протумачи облик терена. Ако су бројеви постављени близу један другог, то значи да је терен стрм. Ознаке треба поставити дуж благо закривљене линије која „показује“ на врх или надир, из више праваца, ако је могуће, што олакшава визуелну идентификацију врха или надира. Ручно означавање контурних мапа је дуготрајан процес, међутим, постоји неколико софтверских система који могу посао обавити аутоматски и у складу са картографским правилима.